# 克尔切伊·费伦茨
克尔切伊·费伦茨（匈牙利語：Kölcsey Ferenc，1790年8月8日—1838年8月24日），匈牙利诗人、评论家、演说家，匈牙利国歌《天佑匈牙利人》的作词人。